# Kohl István
Kohl István (Szászrégen, 1922. július 30. – Szászrégen, 1998. március 24.) romániai magyar ornitológus.

## Életútja
Szülővárosa evangélikus líceumában négy osztályt végzett (1937), Marosvásárhelyen kitanulta a szűcsmesterséget és apja mellett Szászrégenben az állatpreparálást. 1949-től a focșani-i Vadászati Múzeum, 1951-től a szászrégeni magyar nyelvű Pedagógiai Iskola, ill. az ebből alakult 2. számú Líceum preparátora nyugalomba vonulásáig (1982). Az itt létrehozott állattani gyűjtemény, főleg annak madártani anyaga alapján írta madár-rendszertani, -táplálkozási és -vedlési dolgozatait magyar, német, román, angol, cseh és szlovák szakfolyóiratok számára.

## Munkássága
Szakcikkei közül kiemelkedik terepkutatási eredményként szerzett tanulmánya a Fekete-tenger ezüstsirályairól és a fehérhátú fakopáncsról (Aquila, Budapest, 1959, 1968), a bagolyfajokról(A Brukenthal Múzeum kiadványai, Nagyszeben 1975, 1977, 1980), Madártani megfigyelések Hargita megyében c. közleménye (Acta Hargitensia, Csíkszereda, 1980), Szombath Zoltánnal és Istvánnal, Gombos Attilával és Kónya Istvánnal közösen szerzett munkája madártani megfigyeléseikről a Maros mentén a forrástól Aradig (Analele Banatului, Temesvár, 1983), valamint a Bogdan Strugen kutatóval együtt írt szakmunkája romániai barnamedvéken végzett koponyaméréstani eredményekről (Zoologische Abhandlungen, Dresden, 1983)

## Művei
- Sepsi Árpád–Kohl István: A kárpáti barnamedvéről; Erdélyi Múzeum-Egyesület, Kolozsvár, 1997